# أرت غريغز
أرت غريغز (بالإنجليزية: Art Griggs)‏ هو لاعب كرة قاعدة أمريكي، ولد في 10 ديسمبر 1884 في توبيكا في الولايات المتحدة، وتوفي في 19 ديسمبر 1938 في لوس أنجلوس في الولايات المتحدة.

## وصلات خارجية
- أرت غريغز على موقعبيزبول رفرنس.كوم (الدوري الرئيسي) (الإنجليزية)
- أرت غريغز على موقعبيزبول رفرنس.كوم (الدوري الثانوي) (الإنجليزية)